# Scottish Professional Championship 1951
Die Scottish Professional Championship 1951 war ein professionelles Snookerturnier zur Ermittlung des schottischen Profimeisters, das vom 6. bis zum 8. Februar 1951 in den Nile Rooms im schottischen Edinburgh ausgetragen wurde. Erstmals wurde Eddie Brown Sieger des Turnieres, nachdem er im Finale Titelverteidiger Harry Stokes besiegt hatte. Angaben über das höchste Break und das Preisgeld sind unbekannt.

## Turnierverlauf
Es nahmen, soweit bekannt, drei Spieler am Turnier teil. Titelverteidiger Harry Stokes musste zunächst in einem Erstrundenspiel gegen Bob Martin antreten, während Brown direkt für das Finale qualifiziert war. Das Erstrundenspiel fand im Modus Best of 11 Frames statt, das Endspiel im Modus Best of 21 Frames.

|  | Halbfinale Best of 11 Frames | Halbfinale Best of 11 Frames | Halbfinale Best of 11 Frames |  |  | Finale Best of 21 Frames | Finale Best of 21 Frames | Finale Best of 21 Frames |
|  |                              |                              |                              |  |  |                          |                          |                          |
|  | 2                            | Harry Stokes                 | 6                            |  |  |                          |                          |                          |
|  | 3                            | Bob Martin                   | 1                            |  |  |                          | Eddie Brown              | 11                       |
|  |                              |                              |                              |  |  | 1                        | Harry Stokes             | 9                        |